# Chameta
Chameta est la capitale de la paroisse civile de Nicolás Pulido de la municipalité d'Antonio José de Sucre dans l'État de Barinas au Venezuela.